# Лујза Мишић
Лујза Мишић (Београд, 7/19. јул 1865 — Београд, 7. децембар 1956) била је жена војводе Живојина Мишића, са којим је имала шесторо деце. Током Првог светског рата са српском војском је прешла Албанију, а затим са избеглицама отишла у Француску. Из Француске се већ 1917. године вратила у штаб војводе Мишића, где је остала до ослобођења земље. Револтирана због тога што су јој Немци стрељали сина и спалили кућу, 1943. године прешла је из реформаторске у православну веру и променила име у Магдалена.

## Порекло
Рођена је као Лујза Крикнер 1865. године у Београду, у породици инжењера Фридриха Крикнера, Швајцарца немачког порекла. Крикнер је у Буковичкој бањи био ангажован на изградњи двора „Старо здање”, данас претвореног у хотел. Аранђеловац и околина допали су му се толико да је решио да ту сагради летњиковац за своју породицу. Током лета 1881. у летњиковцу је са родитељима летовала и Крикнерова шеснаестогодишња ћерка Лујза. Тог лета Аранђеловчани су у чувеној Кнежевој сали приредили бал за официре батаљона који је тога лета био на вежби у околини града. Игром случаја то је био батаљон у коме је служио млади потпоручник Живојин Мишић, а на балу се са породицом нашла и млада Лујза.

## Брак са војводом Живојином Мишићем
Упркос ставу својих родитеља, млада Немица Лујза постала је супруга српског официра. Њени родитељи били су против овога брака, наводећи аргументе да је млади Мишић био сељачки син, да су плате поручника мале, а војнички живот осуђен на непрестано сељакање. Ипак, кључни аргумент био је да је млади пар различите вере. Породица Крикнер припадала је реформаторској цркви, а млади поручник је био православне вере. Упркос противљењу родитеља, Лујза је побегла за Живојина, а њени родитељи одбили су да дају мираз. Лујза и Живојин Мишић венчали су се 30. октобра 1884. године у Вазнесењској цркви у Београду.
У браку са Живојином Мишићем Лујза је родила шесторо деце: три сина - Радована, Александра и Војислава и три ћерке – Елеонору (рођена 1885. у Ужицу, умрла 1952. у Ваљеву; била је најпре удата за Богдана Анђелковића, официра, а после његове погибије за Михаила Марковића, ваљевског апотекара), Олгу (1886−1977, удата за сликара Милана Миловановића) и Анђелију (1889 −1969, није се удавала и живела је са мајком). Већ по рођењу друге ћерке Живојин Мишић је унапређен у капетана друге класе и убрзо је отпутовао у Брук на Лајти, у Аустрији, да би тамо завршио школу гађања. Док је био у Аустрији Лујза је родила треће дете, најстаријег сина Радована. Брак Лујзе и Живојина Мишића био је срећан, али су имали мало времена да заједно уживају у породичној срећи. Живојин, а касније и синови, ишли су из рата у рат, из боја у бој: Српско-турски, Балкански, Први светски рат.
Лујза је делила судбину мушких чланова своје породице и судбину своје нове домовине – Србије. Крајем 1915. године повлачи се са српском војском преко Албаније све до Драча. Војвода Мишић, тада већ прослављени војсковођа и синови, официри српске војске, одлазе на Крф, а она са осталим нашим избеглицама у Француску. Године 1917, пред сам пробој Солунског фронта, Лујза се враћа из Француске и придружује се мужу, који се тада са својим штабом налази у Солуну. Одатле са српском војском стиже у Београд.
Из рата се војвода Мишић враћа славан, али нарушеног здравља. Лујза бди над њим даноноћно, заједно са лекарима, али 21. јануара 1921. године Живојин Мишић умире на њеним рукама.

## Живот после војводе Мишића и борба за породицу
После смрти Живојина Мишића Лујза живи у Београду, окружена децом и пријатељима, али је мучи неостварена жеља покојног супруга да у Струганику направи нову кућу и да тамо живе. Зато продаје кућу у Београду и гради нову испод Живојинове старе куће. По окупацији, 1941. године, са најмлађом ћерком Анђелијом, сином Александром и његовом породицом сели се у Струганик.
Лујзин син Александар прикључио се, по капитулацији Југославије, покрету отпора Драже Михајловића, па се тако у њиховој кући до децембра 1941. године налазио и Дража са штабом. При покушају његовог хапшења, 6. децембра исте године, Немци су успели да ухапсе само Александра, који није успео да побегне због болести срца и мајора Ивана Фрегла, који није желео да се одвоји од свог команданта. Лујза Мишић растрчала се по немачким командама у покушају да извуче сина, али без успеха. Обојица су изведена пред војни суд. Стрељани су већ 17. децембра на брду Крушик поред Ваљева Револтирана због синовљевог убиства Лујза је 1943. године прешла у православну веру и променила име у Магдалена. Говорила је да је стрељањем сина Аце из њених вена истекла немачка половина крви.
Док је покушавала да спаси сина Александра, добила је вест да је најмлађи син Војислав ухапшен као симпатизер партизана. Кад је то чула, Лујза је узела мемоаре Аугуста фон Макензена, команданта свих непријатељских снага које су 1915. године напале Србију, у којима он велича храброст српских војника и војничку вештину, стратегију и човечност војводе Мишића. После неколико дана Беме је послао аутомобил по Лујзу. У његовом кабинету чекао ју је син Војислав. Војислав је, 1943. године отишао у партизане, одакле се вратио као капетан.
У походу на Равну гору, децембра 1941. године, немачка казнена експедиција спалила је кућу Лујзе Мишић у Струганику. Остатак живота Лујза је провела у Београду, у свом стану. Понекад је одлазила у свој вољени Струганик код Мишићеве фамилије. Преминула је 7. децембра 1956. године у Београду. На зиду музеја у Струганику висе две крштенице. На једној пише: Лујза Крикнер, а на другој: Магдалена Мишић.

## У част Лујзе Мишић
На сцени Академија 28 у Београду 5. октобра 2015. године премијерно је изведена представа „Лујза Мишић”. Исте године драма је освојила награду за најбољу представу по избору публике на фестивалу дуо драме у Тополи.
Лик Лујзе Мишић овековечен је и у драми „Мишићи” у којој се, управо кроз приповедање ове храбре жене, описује трагедија породице Мишић. Драма је премијерно изведена 15. децембра 2014. године, на стогодишњицу Колубарске битке.
Сликарка Софија Арсић представила је јула 2001. године, у оквиру манифестације „Мишићеви дани” у Бањи Врујци, колекцију руком сликаних свилених хаљина насталих у част Лујзе Мишић, којој је била посвећена и изложба цвећа и слика цвећа „Бакарин перивој”, на којој је своје радове изложило 26 сликара.